# 이장석 (1952년)
이장석(李長錫, 1952년 4월 5일 ~ )은 대한민국의 제9~11대 전라남도의원이다.

## 학력
- 영광동명초등학교 졸업
- 광주남중학교 졸업
- 광주살레시오고등학교 졸업
- 홍익대학교 무역학과 제적

## 경력
- 민주당 홍농지역회장
- 민주당 지구당 상무위원
- 1995.07 ~ 1998.06: 제2대 전라남도 영광군의회 의원
- 새정치국민회의 상무위원
- 사회복지법인 난원 이사
- 영광기독병원, 영광신하병원 상임 이사
- 새천년민주당 전남도당 함평군/영광군 지구당 선거대책위원
- 2004.06 ~ 2006.06: 제4대 전라남도 영광군의회 의원
- 2006.07 ~ 2010.04: 제5대 전라남도 영광군의회 의원
  - 2006.07 ~ 2008.06: 제5대 전라남도 영광군의회 전반기 의장
- 2010.07 ~ 2014.06: 제9대 전라남도의회 의원
- 2014.07 ~ 2018.06: 제10대 전라남도의회 의원
- 2018.07 ~ 2022.06: 제11대 전라남도의회 의원

## 역대 선거 결과
|  | 38.44% |

|  | 31.15% |

|  | 28.06% |

|  | 45.8% |

|  | 10.20% |

|  | 45.64% |

|  | 52.65% |

|  | 54.71% |

|  | 42.13% |